# Draba elisabethae
Draba elisabethae är en korsblommig växtart som beskrevs av Nikolaj Adolfovitj Busj. Draba elisabethae ingår i släktet drabor, och familjen korsblommiga växter. Inga underarter finns listade i Catalogue of Life.